# Космос-1767
Космос-1767 је један од преко 2400 совјетских вјештачких сателита лансираних у оквиру програма Космос.
Космос-1767 је лансиран са космодрома Тјуратам, Бајконур, СССР, 30. јула 1986. Ракета-носач је поставила сателит у орбиту око планете Земље. Маса сателита при лансирању је износила 15000 килограма. Космос-1767 је био сателит намијењен за електронско извиђање, јављање и навођење.